# Antoni Gałecki
Antoni Gałecki (Łódź, Polonia, 4 de junio de 1906 - Łódź, Polonia, 14 de diciembre de 1958) fue un futbolista polaco que jugó con la selección de fútbol de Polonia en la década de 1930 y después combatió en la Segunda Guerra Mundial.
Desempeñó toda su carrera deportiva en el ŁKS Łódź, jugando en dicho club durante casi 20 años, llegando a ser capitán. Con la selección polaca debutó en 1928 y participó en los Juegos Olímpicos de 1936 y en la Copa Mundial de 1938. En 1939 sería llamado a filas debido a la invasión alemana de Polonia, siendo tomado prisionero y llevado a Hungría, aunque se las ingenió para escapar y huir a Palestina, combatiendo en batallas como Tobruk o Monte Cassino. Regresó a su país tras la guerra y falleció en su ciudad natal en 1958.

## Clubes
| Club     | País    | Año         | Partidos | Goles |
| ŁKS Łódź | Polonia | 1922 - 1939 | 204      | 0     |